# ラーガルフリョゥトルムリン
ラーガルフリョゥトの蛇（アイスランド語: Lagarfljótsormur ）とは、アイスランドのエイイルススタジルのラーガルフリョゥト（湖または川）に存在するとされる伝説の怪物（レイクモンスター）。

## 概要
1345年にラーガルフリョゥトで「背瘤のような不思議なもの」の目撃されたという、中世の年代記の記載を初出とする。
さらには同地の大蛇について、16世紀末の世界地図、17世紀の奇跡集、17世紀の詩に言及がみられる。1749–1750年の目撃談も記録されており、20世紀、21世紀にも目撃が報道されている。
「ラーガルフリョウートの蛇」の民話（1862年。1979年訳）では、「ヒースの蛇」（ナメクジの一種）を黄金と一緒に育てると巨大な怪物と化した伝説が語られる。
スコルラダルスヴァトン湖のアザラシ頭の怪獣（スクリムスル）についても、1863年に英語の書物で発表され、ラーガルフリョゥトの蛇の諸例と比較・同一視されている。

## 語形
ラーガルフリョゥトルムリン (Lagarfljótsormurinn) という報道表記もみられるが、この語形は既知形と呼ばれ、後置定冠詞（英語の"the"にあたる接尾語）のついた形であって、ラーガルフリョゥツオルムル(?)（アイスランド語: Lagarfljótsormur）が、定冠詞をつけない通常の語形（未知形）となる。
「オルムル」は英語の「ワーム」と同源語で、"大蛇"や"虫"を意味する。

## 説明と生息地
蛇のような姿の生物（物体）を、ラーガルフリョゥトで目撃したという報告がしばしば寄せられているが、この淡水湖は、海抜ゼロメートル地帯の低地にあり、氷河が水源で沈泥のため可視性は非常に低い。怪物はサッカーのフィールド（300フィート (91 m)）よりも長く、水の外の木に巻きついているとも報告されている。その体長は湖自体と同じ30キロメートル (19 mi)であるとも、たびたび伝えられる。例えばネッシーのように姿形が統一されておらず、たくさんの姿形の種類があるレイクモンスターである。
この怪物は、1963年にアイスランドの国際森林警備隊に目撃され、1998年には学校の教師と生徒たちに目撃されている。1983年には、湖底に設置された電話ケーブルが破損していることが見つかったことがあった。

「ねじらないように設計されたケーブルが、いくつかの場所に巻き付いており、22か所においてひどく破損していた……。口で銜（）えたのでなければ、私は怪物がこのケーブルを腹で引っ張ったと思う。」
1999年に湖の観光業振興のため、この目撃されたという怪物（UMA）は「ラーガルフリョゥトルムリン」と名付けられ、文化的および観光旅行目的のためにラーガルフリョゥトのワーム（大蛇）の伝統を持続させようと試みられている。
2012年2月にアイスランド国営放送は、雪に覆われた水に浮かぶラーガルフリョゥトルムリンと取り沙汰されたビデオを発表した。しかしフィンランド在住の研究者に解析によれば、対象物体はじっさいには前進しておらず、目の錯覚でそう見えるだけである。これは凍り付いた定置網の現象に似ているという。にもかかわらずアイスランドの調査委員は票決により僅差で本物のビデオと認定しており、報奨金が払い出されている。これについてはあからさまにUMA観光誘致を意図した行為だとの批判も出ている。

## 伝承
この怪物の最古の伝承は、『アイスランド年代記』（厳密には『スカールホルト年代記』）の1345年付の記載だとされる。ただし、その原文では、「驚異（不思議）なるもの」とするのみで、具体的に大蛇や竜だとはしていない。ラーガルフリョゥトで目撃された「もの」は、海面に浮く島のようでもあり、背瘤のようでもあったが、瘤と瘤の間隔は何百ファゾムもあった；しかし頭部や尻尾は確認できなかった。年代記類には、この年以降にもしばしばラーガルフリョゥトの怪異の記載がみられる。

### 16～17世紀

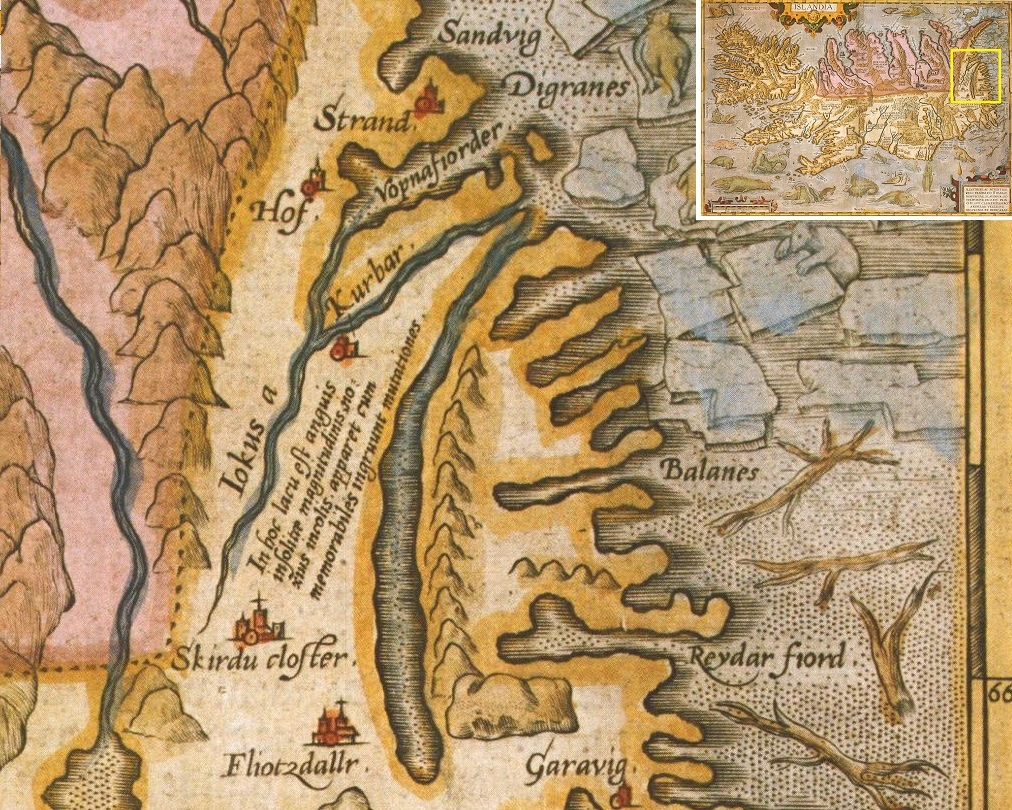
アブラハム・オルテリウスのアイスランド地図（拡大図）。

1585年のアブラハム・オルテリウスのアイルランド地図上に描かれたラーガルフリョゥトには「この湖には大蛇が出現し住民を脅かす。現るときは、画期的な事件がおこる前触れである」と付記されている（右図を参照）。メルカトルによる1595年の地図も簡潔にその大蛇に触れている。
オッドゥル・エイナルスソン主教の『アイスランド総誌（仮訳名）』（Qualiscunque descriptio Islandiae。1588–1589年頃）もラーガルフリョゥトの怪物に触れており、おそらく大蛇を指しているものとされる。
スカールホルト主教ギースリ・オッドソン（1638年没）が著した『アイスランドの奇蹟について』(De mirabilibus Islandiae) の第6章にもラーガルフリョゥト川で目撃されるという大蛇についての言及がある。ノルウェー語を借りればそれは「砂浜の蛇」（strandvorm）と呼称される怪物であると記されている。その体の「くねり」がいくつあったかについては、1、2、あるいは3つと意見が分かれていたとされる。また川の氾濫を引き起こし、その時は大地も家屋も大いに揺れたという。

### 民話
ヨウン・アウルトナソンが採集した民話「ラーガルフリョゥトの蛇」によると、それは元々は小さな「荒野（）の蛇」（アイスランド語: lyngormur）であった。しかしこれはカタツムリの一種（brekkusnigill）の別名と解説されており、正確にはコウラクロナメクジにあたる。

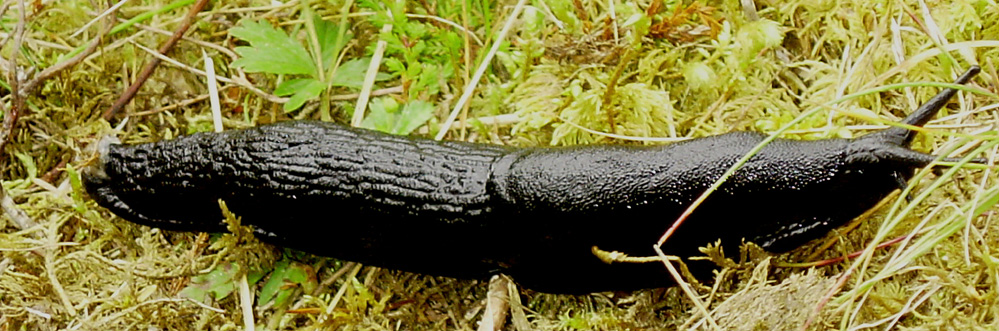
コウラクロナメクジ。
俗名を「荒野の蛇」といい、黄金を抱かせて育てると、ラーガルフリョゥトの大蛇に変じたと民話に伝わる。

ある少女が、母親からもらった黄金の指輪をこのヒースの蛇（ナメクジ）の下に置き、バスケットの中で飼っていた。そうすれば黄金が増やせると教わったからである。だが、蛇はそのうち容器がはち切れんばかりに育ち、少女は怖くなって指輪と蛇を放棄し湖に投げ入れた。蛇は成長しつづけ、毒を吐き人々や動物を殺し、田園地帯の脅威となった。退治に呼ばれた2人のフィンランド人は、なんとか頭と尾を湖底に縛りつけて人的被害は出ぬようにしたが、より厄介な怪物がもう一匹下にいたために殺すことも黄金の回収も諦めざるをえなかった。その後も、このヒースの蛇が目撃されれば悪季節の到来や、牧草が育たない害の予兆だとされた。

### モチーフ
この大蛇の物語は、北欧神話のミズガルズ大蛇、フェンリル狼、およびグニタヘイズに居住し黄金を守る竜ファーヴニルなどの話素（モチーフ）から派生しているという意見もある。また『ラグナル・ロズブロークのサガ』に登場する、黄金と共に巨大化する竜との相似も指摘される。

### ヒースの蛇の俗信と他の水域
このヒースの蛇（コウラクロナメクジ）を黄金と一緒に育てると巨大化してしまったという言い伝えは、アイルランドの他の水域にも結び付けられている。すなわちスコルラダルスヴァトン湖（以下参照）、クレイヴァルヴァトン湖、クヴィート川 (ボルガルフィヨルズル地方)、スカフタウ川等である。

## 類例

### 大蛇とエイとアザラシ
黄金に居座る大蛇、毒エイ、不思議な巨大アザラシがラーガルフリョゥトに出現する、という話が、ある漁師について書かれた17世紀の諧謔詩『レンクフォートゥルのリーマ』(Rönkufótsríma) に盛り込まれている。バロック文学詩人ステーファウン・オウラフソン（1688年没）の作である。
黄金を守る大蛇は、このリーマ詩によれば1⁄2シングマンレイズ (Þingmannleið) の長さがあったが、これは20 km弱に相当する距離である。
ヨウン・アウルトナソンもこのエイとアザラシについて、民間伝承として説明しているが、エイは指で触れただけで死に至る猛毒で、魔法詩をとなえて自由に動けぬよう拘束されていたという。他の資料によればエイは、九つの尾を持つとされていた。
アザラシは、まるで枝のような不思議な毛が頭より生えていた。これもやはり神通力ある詩人によって住処の滝に封じられたとされる。

### ラーガルフリョゥトの怪物
背中に瘤ひとつある怪物（アイスランド語: skrýmsli）が、1749–1750年にラーガルフリョゥトで目撃されている。これは、年代記に記録された瘤のついた生物と同等であろうという見解をセイバイン・ベアリング＝グールド が示している。近年では、英国のドラゴン伝承の研究で知られるジャクリーヌ・シンプソンも、「ラーガルフリョゥトの水蛇」と同様とみている。

### スコルラダルスヴァトンの怪獣

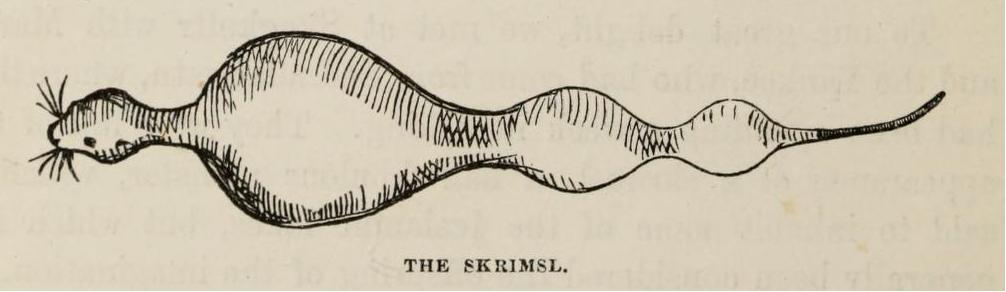
スコルラダルスヴァトン湖で目撃されたという怪物のスケッチ。

ベアリング＝グールドの著書（1863年）によれば、全長約46フィート (14 m)の怪獣（スクリムスル）がスコルラダルスヴァトン湖に浮上するのを、少なくとも3人の農夫が目撃している。その頭はアザラシのようで、やがてひとつ、ふたつと瘤を現わした。目撃者のひとりがその怪物の素描を残しており、そのスケッチの模写も併せて同書に発表されている（右図を参照）。これもやはり、年代記に記録された生物と共通点が多いと著者は意見している。
古ノルド語 skrimsl は、現代アイスランド語のskrýmsliに相当し、"怪物"全般を意味するが、ドイツのコンラート・マウラーのアイスランド伝承集（1860年）においては、とくに"海や湖の怪物"の意味として使われている。

## 科学的な説明
ヨウン・アウルトナソンが採集した民話でも、ラーガルフリョゥトの大蛇はその存在を信じない者もおり、水泡の塊が水面を流れるのを見誤っただけだと説明されている、と述べられている。
湖底から湧くガスは氷に穴をあけるが、そうしたメタンの大きな気泡が怪物と誤認されたとも考えられる。また、ガスが沈殿物を水面に浮上させることもあれば、気泡はまわりの大気と光学的性質が違うので光のいたずらを生じさせ目の錯覚を引き起こすことも考えられる。また山肌や周りの森林からの漂流物が集まって絡み合い、怪物のような形を作ることもありうる。ただ、湖の生態に詳しい生物学者ヘルギ・ハトルグリームスソン (Helgi Hallgrímsson) は、目撃例のいくつかはこれらのように自然現象として説明できるものもあるが、それらでは説明がつかないものもあると意見している。